# Harpullia petiolaris
Harpullia petiolaris är en kinesträdsväxtart. Harpullia petiolaris ingår i släktet Harpullia och familjen kinesträdsväxter.

## Underarter
Arten delas in i följande underarter:
- H. p. moluccana
- H. p. petiolaris
- H. p. decidens